# Rhêmes-Saint-Georges
Rhêmes-Saint-Georges (arpità Sent-Jôrjo-de-Réma) és un municipi italià, situat a la regió de Vall d'Aosta. L'any 2007 tenia 206 habitants. Limita amb els municipis d'Arvier, Introd, Rhêmes-Notre-Dame, Valgrisenche i Valsavarenche.

## Administració

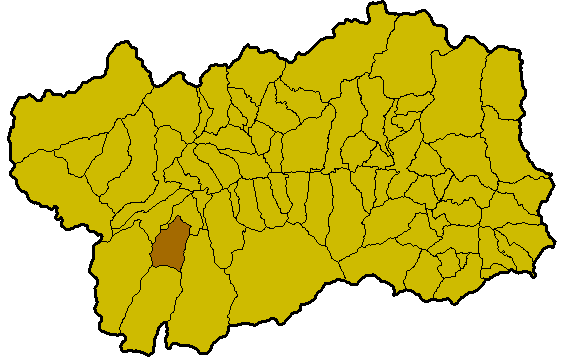
Situació de Rhêmes-Saint-Georges a la Vall

| Període | Identitat     | Partit        |
| ------- | ------------- | ------------- |
| 2005-   | Laura Cossard | Llista cívica |